# Homps (Gers)
Pour les articles homonymes, voir Homps.
Homps (Oms en gascon) est une commune française située dans l'est du département du Gers en région Occitanie. Sur le plan historique et culturel, la commune est dans la Lomagne, une ancienne circonscription de la province de Gascogne ayant titre de vicomté, surnommée « Toscane française ».
Exposée à un climat océanique altéré, elle est drainée par l'Arrats, l'Orbe et par divers autres petits cours d'eau. La commune possède un patrimoine naturel remarquable composé de trois zones naturelles d'intérêt écologique, faunistique et floristique.
Homps est une commune rurale qui compte 111 habitants en 2022, après avoir connu un pic de population de 426 habitants en 1831.  Ses habitants sont appelés les Hompsois ou  Hompsoises.
Le patrimoine architectural de la commune comprend un immeuble protégé au titre des monuments historiques : le château, inscrit en 1999.

## Géographie

### Communes limitrophes
Les communes limitrophes sont  Bivès, Estramiac, Monfort et Solomiac.
|       | Estramiac |          |
| Bivès | Homps     | Solomiac |
|       | Monfort   |          |

### Géologie et relief
Homps se situe en zone de sismicité 1 (sismicité très faible).

### Hydrographie

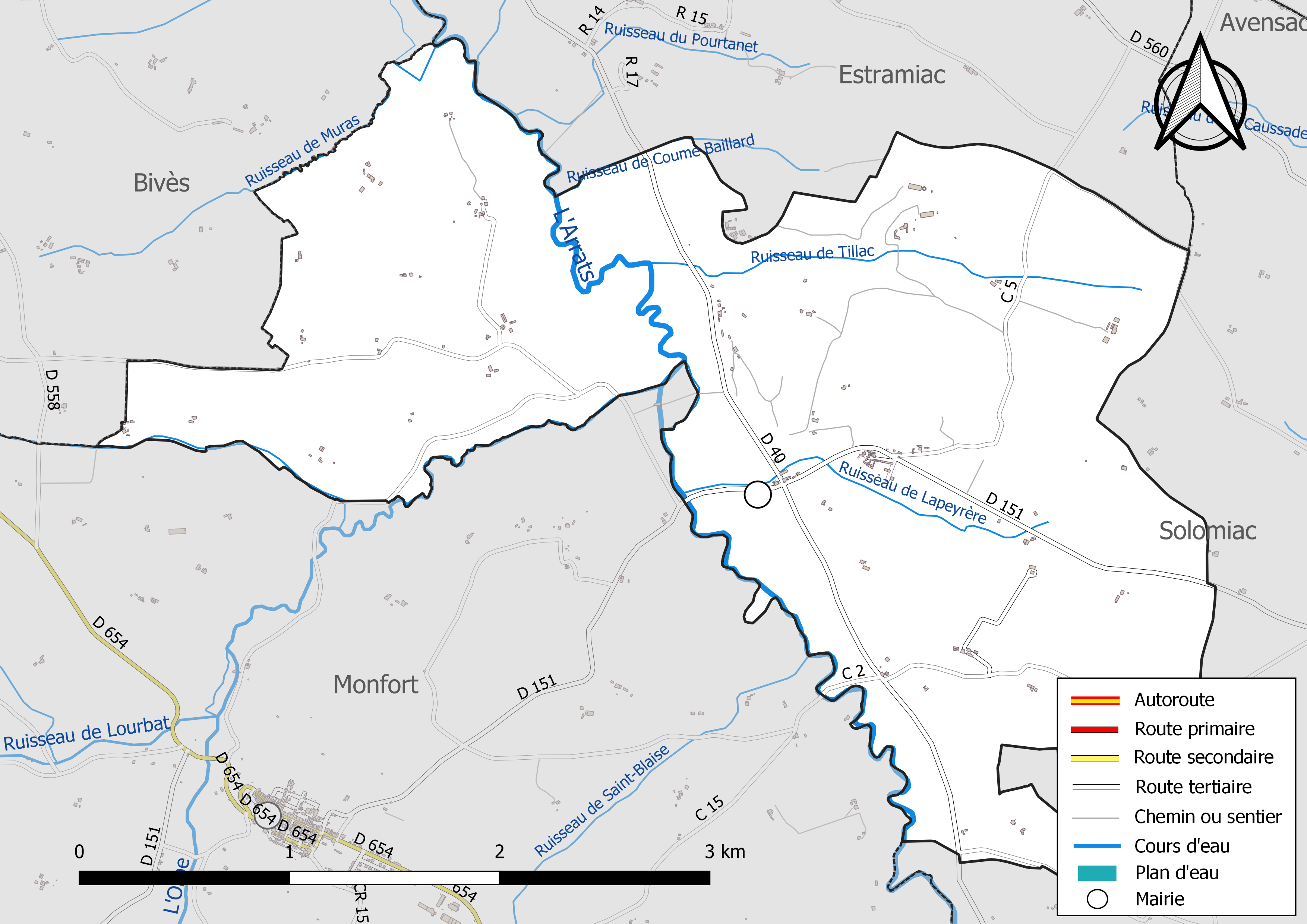
Réseaux hydrographique et routier de Homps.

La commune est dans le bassin de la Garonne, au sein du bassin hydrographique Adour-Garonne. Elle est drainée par l'Arrats, l'Orbe, un bras de l'Arrats, le ruisseau de Coume Baillard, le ruisseau de Lapeyrère, le ruisseau de Muras, le ruisseau de Saint-Blaise, le ruisseau de Tillac et par un petit cours d'eau, qui constituent un réseau hydrographique de 12 km de longueur totale,.
L'Arrats, d'une longueur totale de 162,1 km, prend sa source dans la commune de Lannemezan et s'écoule vers le nord. Il traverse la commune et se jette dans la Garonne à Saint-Loup, après avoir traversé 66 communes.
L'Orbe, d'une longueur totale de 16,6 km, prend sa source dans la commune de Crastes et s'écoule du sud-ouest vers le nord-est. Il traverse la commune et se jette dans l'Arrats à Monfort, après avoir traversé 9 communes.

### Climat
Pour des articles plus généraux, voir Climat de l'Occitanie et Climat du Gers.
En 2010, le climat de la commune est de type climat du Bassin du Sud-Ouest, selon une étude s'appuyant sur une série de données couvrant la période 1971-2000. En 2020, Météo-France publie une typologie des climats de la France métropolitaine dans laquelle la commune est exposée à un climat océanique altéré et est dans la région climatique Aquitaine, Gascogne, caractérisée par une pluviométrie abondante au printemps, modérée en automne, un faible ensoleillement au printemps, un été chaud (19,5 °C), des vents faibles, des brouillards fréquents en automne et en hiver et des orages fréquents en été (15 à 20 jours).
Pour la période 1971-2000, la température annuelle moyenne est de 13 °C, avec une amplitude thermique annuelle de 15,4 °C. Le cumul annuel moyen de précipitations est de 747 mm, avec 10,1 jours de précipitations en janvier et 5,9 jours en juillet. Pour la période 1991-2020, la température moyenne annuelle observée sur la station météorologique la plus proche, située sur la commune de Mauroux à 12 km à vol d'oiseau, est de 14,0 °C et le cumul annuel moyen de précipitations est de 677,6 mm,. Pour l'avenir, les paramètres climatiques de la commune estimés pour 2050 selon différents scénarios d’émission de gaz à effet de serre sont consultables sur un site dédié publié par Météo-France en novembre 2022.

### Milieux naturels et biodiversité
L’inventaire des zones naturelles d'intérêt écologique, faunistique et floristique (ZNIEFF) a pour objectif de réaliser une couverture des zones les plus intéressantes sur le plan écologique, essentiellement dans la perspective d’améliorer la connaissance du patrimoine naturel national et de fournir aux différents décideurs un outil d’aide à la prise en compte de l’environnement dans l’aménagement du territoire.
Deux ZNIEFF de type 1 sont recensées sur la commune :
les « bois et bosquets de Bives » (826 ha), couvrant 4 communes du département, et 
les « coteaux de l'Arrats en amont et aval de Homps » (186 ha), couvrant 3 communes du département
et une ZNIEFF de type 2, : 
le « cours de l'Arrats » (815 ha), couvrant 30 communes dont 22 dans le Gers et huit dans le Tarn-et-Garonne.

Carte des ZNIEFF de type 1 et 2 à Homps.
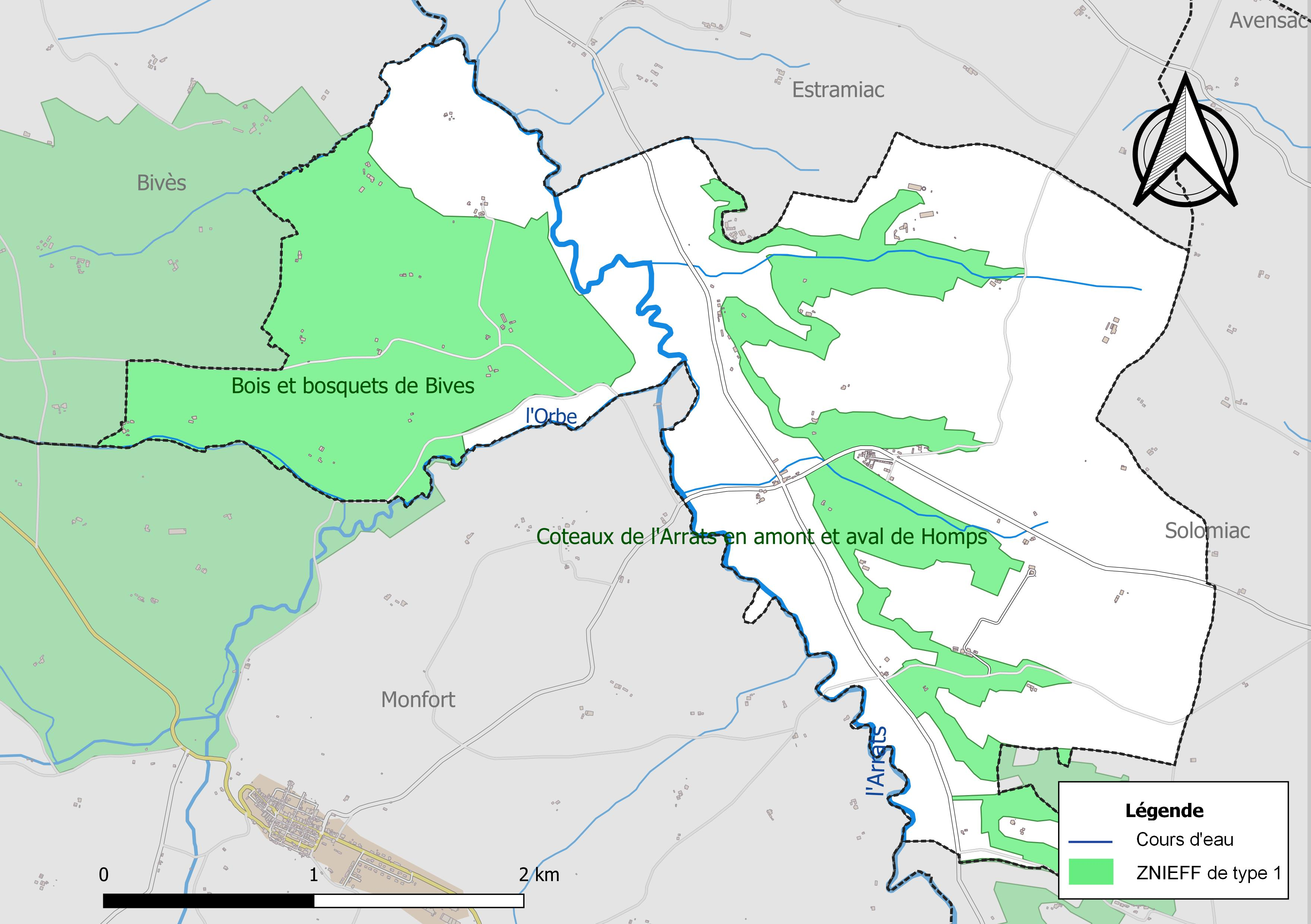
Carte des ZNIEFF de type 1 sur la commune.
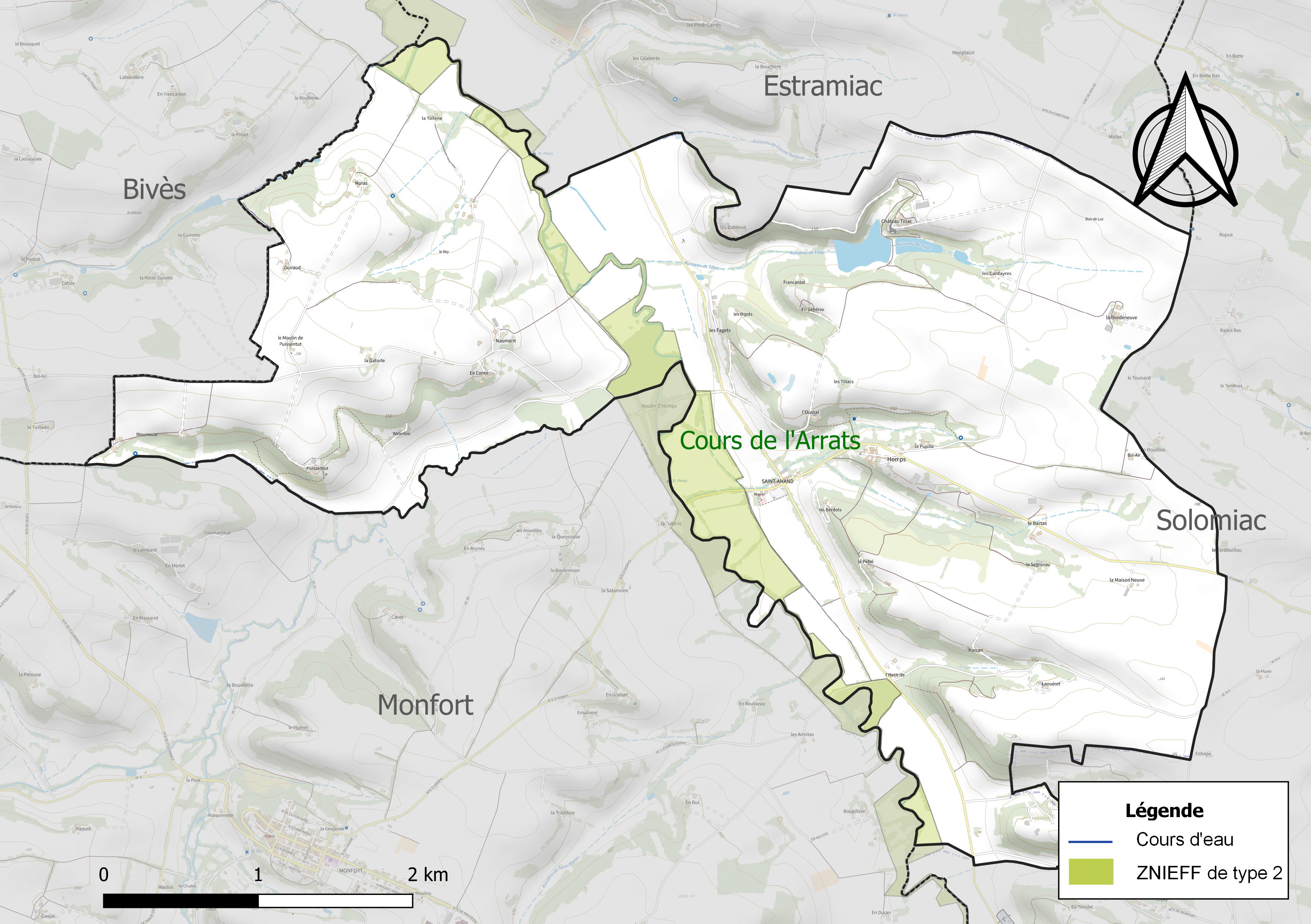
Carte de la ZNIEFF de type 2 sur la commune.

## Urbanisme

### Typologie
Au 1er janvier 2024, Homps est catégorisée commune rurale à habitat très dispersé, selon la nouvelle grille communale de densité à sept niveaux définie par l'Insee en 2022.
Elle est située hors unité urbaine et hors attraction des villes,.

### Occupation des sols
L'occupation des sols de la commune, telle qu'elle ressort de la base de données européenne d’occupation biophysique des sols Corine Land Cover (CLC), est marquée par l'importance des territoires agricoles (97,2 % en 2018), en diminution par rapport à 1990 (100 %). La répartition détaillée en 2018 est la suivante : 
terres arables (73,3 %), zones agricoles hétérogènes (20,2 %), prairies (3,7 %), forêts (2,8 %). L'évolution de l’occupation des sols de la commune et de ses infrastructures peut être observée sur les différentes représentations cartographiques du territoire : la carte de Cassini (XVIIIe siècle), la carte d'état-major (1820-1866) et les cartes ou photos aériennes de l'IGN pour la période actuelle (1950 à aujourd'hui).

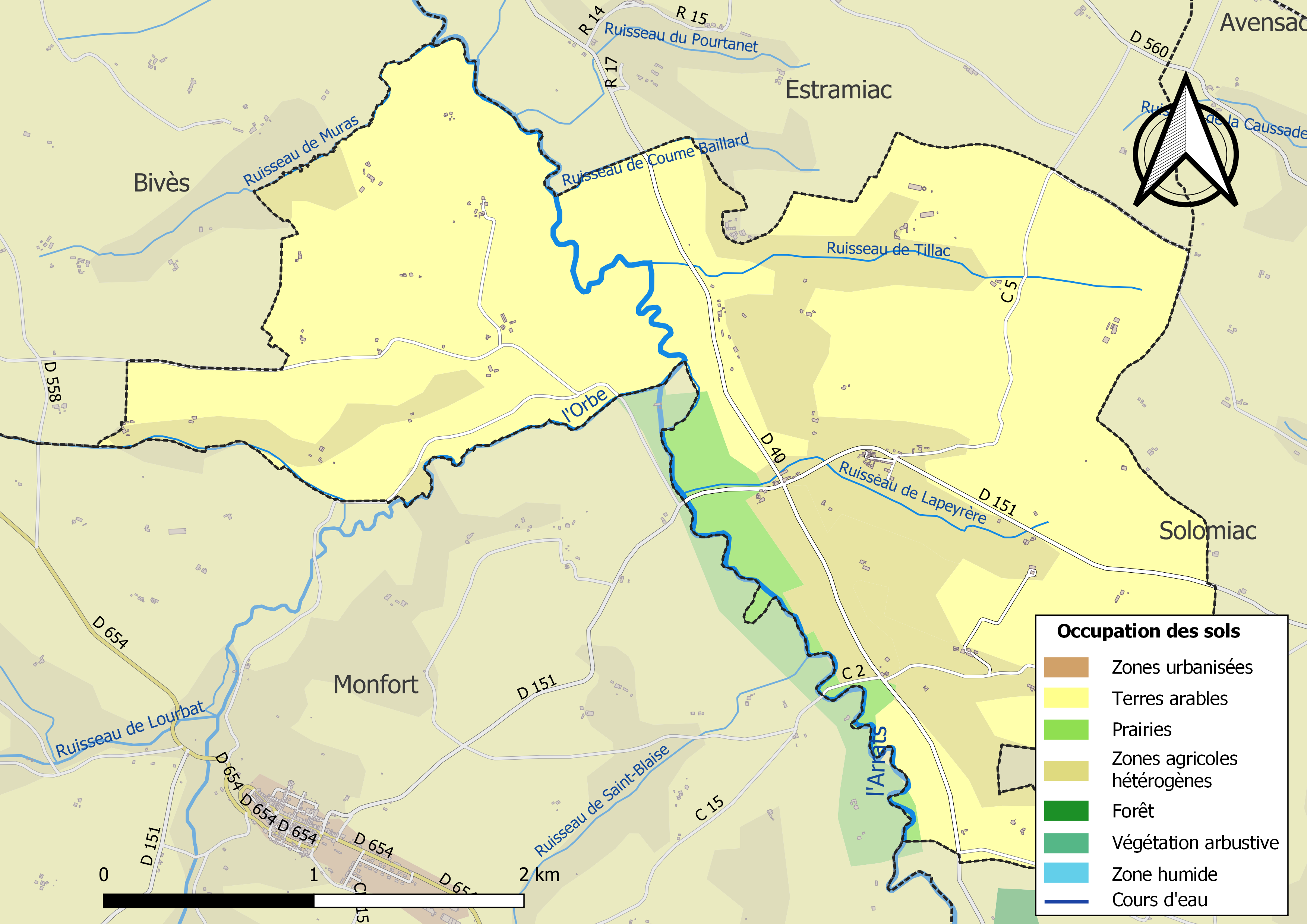
Carte des infrastructures et de l'occupation des sols de la commune en 2018 (CLC).

### Risques majeurs
Le territoire de la commune de Homps est vulnérable à différents aléas naturels : météorologiques (tempête, orage, neige, grand froid, canicule ou sécheresse), inondations et séisme (sismicité très faible). Un site publié par le BRGM permet d'évaluer simplement et rapidement les risques d'un bien localisé soit par son adresse soit par le numéro de sa parcelle.
Certaines parties du territoire communal sont susceptibles d’être affectées par le risque d’inondation par débordement de cours d'eau, notamment l'Arrats et l'Orbe. La cartographie des zones inondables en ex-Midi-Pyrénées réalisée dans le cadre du XIe Contrat de plan État-région, visant à informer les citoyens et les décideurs sur le risque d’inondation, est accessible sur le site de la DREAL Occitanie. La commune a été reconnue en état de catastrophe naturelle au titre des dommages causés par les inondations et coulées de boue survenues en 1999 et 2009,.

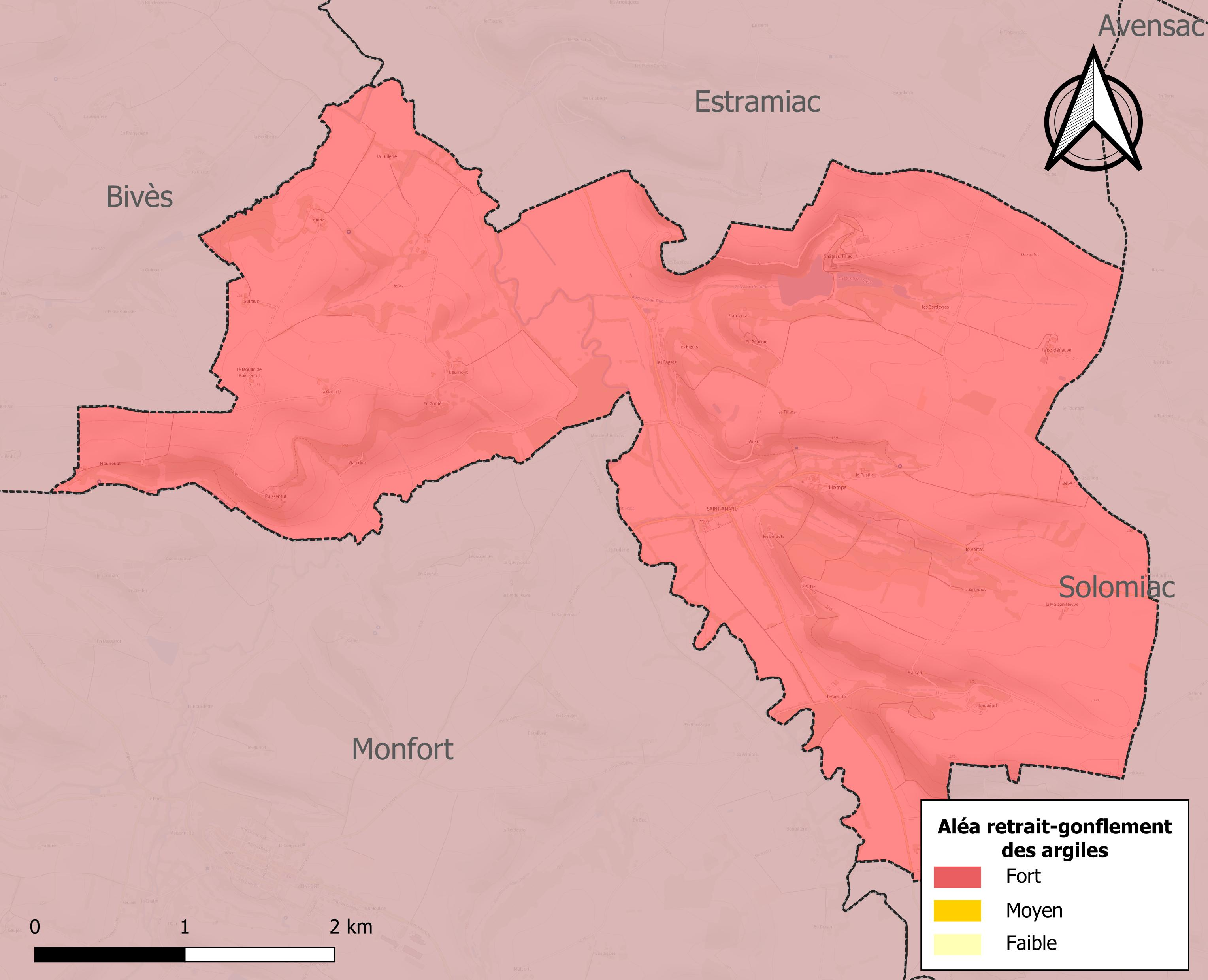
Carte des zones d'aléa retrait-gonflement des sols argileux de Homps.

Le retrait-gonflement des sols argileux est susceptible d'engendrer des dommages importants aux bâtiments en cas d’alternance de périodes de sécheresse et de pluie. La totalité de la commune est en aléa moyen ou fort (94,5 % au niveau départemental et 48,5 % au niveau national). Sur les 78 bâtiments dénombrés sur la commune en 2019, 78 sont en aléa moyen ou fort, soit 100 %, à comparer aux 93 % au niveau départemental et 54 % au niveau national. Une cartographie de l'exposition du territoire national au retrait gonflement des sols argileux est disponible sur le site du BRGM,.
Par ailleurs, afin de mieux appréhender le risque d’affaissement de terrain, l'inventaire national des cavités souterraines permet de localiser celles situées sur la commune.
Concernant les mouvements de terrains, la commune a été reconnue en état de catastrophe naturelle au titre des dommages causés par la sécheresse en 1995 et 2012 et par des mouvements de terrain en 1999.

## Toponymie
Le nom de Homps, en gascon Oms, du latin ulmis, signifie « ormes »  ou « ormeaux ».

## Histoire
Bordé par l'Arrats, Homps appelé parfois « Cap de Loumagno » à cause de sa situation à la pointe de la Lomagne, conserve de son passé féodal les traces des anciennes fortifications, une tour-pigeonnier, une croix dite cathare et le moulin des Armitas. Le village reçut ses coutumes en 1305 d’En Galin de Montaut, seigneur du château de Gramont et d’En Fortaner de Marestanh, damoiseau seigneur du château d’Homps. C’est la patrie de Catherine de Manas, femme du poète Saluste Du Bartas.

## Politique et administration

### Commune: territoire et institution
La commune absorbe en 1826 Puysentut (Puissentut).

### Liste des maires
| Période                                  | Période   | Identité        | Étiquette | Qualité              |
| ---------------------------------------- | --------- | --------------- | --------- | -------------------- |
| Les données manquantes sont à compléter. |           |                 |           |                      |
| ?                                        | mars 1971 | Fernand Hauquet |           |                      |
| mars 1971                                | mai 2020  | Alain Claoué    | PS        | Agriculteur retraité |
| mai 2020                                 | En cours  | Patrick Simorre |           | Cultivateur          |

## Population et société

### Démographie
L'évolution du nombre d'habitants est connue à travers les recensements de la population effectués dans la commune depuis 1793. Pour les communes de moins de 10 000 habitants, une enquête de recensement portant sur toute la population est réalisée tous les cinq ans, les populations de référence des années intermédiaires étant quant à elles estimées par interpolation ou extrapolation. Pour la commune, le premier recensement exhaustif entrant dans le cadre du nouveau dispositif a été réalisé en 2004.

En 2022, la commune comptait 111 habitants, en évolution de +6,73 % par rapport à 2016 (Gers : +1,04 %, France hors Mayotte : +2,11 %).
| 1793 | 1800 | 1806 | 1821 | 1831 | 1841 | 1846 | 1851 | 1856 |
| ---- | ---- | ---- | ---- | ---- | ---- | ---- | ---- | ---- |
| 252  | 268  | 274  | 310  | 426  | 395  | 402  | 360  | 347  |

| 1861 | 1866 | 1872 | 1876 | 1881 | 1886 | 1891 | 1896 | 1901 |
| ---- | ---- | ---- | ---- | ---- | ---- | ---- | ---- | ---- |
| 347  | 316  | 295  | 295  | 272  | 271  | 238  | 230  | 236  |

| 1906 | 1911 | 1921 | 1926 | 1931 | 1936 | 1946 | 1954 | 1962 |
| ---- | ---- | ---- | ---- | ---- | ---- | ---- | ---- | ---- |
| 254  | 233  | 199  | 198  | 201  | 213  | 204  | 186  | 173  |

| 1968 | 1975 | 1982 | 1990 | 1999 | 2004 | 2006 | 2009 | 2014 |
| ---- | ---- | ---- | ---- | ---- | ---- | ---- | ---- | ---- |
| 144  | 121  | 115  | 95   | 86   | 88   | 88   | 102  | 105  |

| 2019 | 2022 | - | - | - | - | - | - | - |
| ---- | ---- | - | - | - | - | - | - | - |
| 111  | 111  | - | - | - | - | - | - | - |

## Économie

### Emploi
|                | 2008  | 2013   | 2018  |
| -------------- | ----- | ------ | ----- |
| Commune        | 9,8 % | 10,4 % | 6,5 % |
| Département    | 6,1 % | 7,5 %  | 8,2 % |
| France entière | 8,3 % | 10 %   | 10 %  |

En 2018, la population âgée de 15 à 64 ans s'élève à 60 personnes, parmi lesquelles on compte 82,3 % d'actifs (75,8 % ayant un emploi et 6,5 % de chômeurs) et 17,7 % d'inactifs,. En  2018, le taux de chômage communal (au sens du recensement) des 15-64 ans est inférieur à celui de la France et du département, alors qu'en 2008 la situation était inverse.
La commune est hors attraction des villes,. Elle compte 22 emplois en 2018, contre 22 en 2013 et 21 en 2008. Le nombre d'actifs ayant un emploi résidant dans la commune est de 46, soit un indicateur de concentration d'emploi de 47 % et un taux d'activité parmi les 15 ans ou plus de 55,3 %.
Sur ces 46 actifs de 15 ans ou plus ayant un emploi, 13 travaillent dans la commune, soit 27 % des habitants. Pour se rendre au travail, 85,4 % des habitants utilisent un véhicule personnel ou de fonction à quatre roues et 14,6 % n'ont pas besoin de transport (travail au domicile).

### Activités hors agriculture
8 établissements sont implantés  à Homps au 31 décembre 2019.
Le secteur de l'industrie manufacturière, des industries extractives et autres est prépondérant sur la commune puisqu'il représente 37,5 % du nombre total d'établissements de la commune (3 sur les 8 entreprises implantées  à Homps), contre 12,3 % au niveau départemental.

### Agriculture
La commune est dans la Lomagne, une petite région agricole occupant le nord-est du département du Gers. En 2020, l'orientation technico-économique de l'agriculture  sur la commune est l'exploitation de grandes cultures (hors céréales et oléoprotéagineuses).
|               | 1988 | 2000 | 2010 | 2020 |
| ------------- | ---- | ---- | ---- | ---- |
| Exploitations | 20   | 15   | 14   | 10   |
| SAU (ha)      | 718  | 815  | 860  | 657  |

Le nombre d'exploitations agricoles en activité et ayant leur siège dans la commune est passé de 20 lors du recensement agricole de 1988  à 15 en 2000 puis à 14 en 2010 et enfin à 10 en 2020, soit une baisse de 50 % en 32 ans. Le même mouvement est observé à l'échelle du département qui a perdu pendant cette période 51 % de ses exploitations,. La surface agricole utilisée sur la commune a également diminué, passant de 718 ha en 1988 à 657 ha en 2020. Parallèlement la surface agricole utilisée moyenne par exploitation a augmenté, passant de 36 à 66 ha.

## Culture locale et patrimoine

### Lieux et monuments
- Église Saint-Amand au hameau de Saint-Amand datant du XVIe – XVIIe siècle puis restaurée au XIXe siècle[33].

### Héraldique
| Blason de Homps | Blason  | D'or à trois fasces de sable.                    |
| Blason de Homps | Détails | Le statut officiel du blason reste à déterminer. |